# Wojteczki (uroczysko)
Wojteczki – dawna wieś, obecnie część lasu w administracyjnych granicach wsi Czyżów w Polsce, położonej w województwie świętokrzyskim, w powiecie kieleckim, w gminie Łagów. Leży w lesie pomiędzy Kozielem a Orłowinami.

## Historia
Wieś Wojteczki powstała prawdopodobnie w XV wieku, jako osada górnicza, ponieważ występowały tu rudy żelaza i ołowiu. Po wyczerpaniu się zasobów rud rozpoczął się proces przekształcania osady górniczej w rolniczą.
Wieś Wojteczki w latach 1867–1954 należała do gminy Rembów w powiecie opatowskim w guberni kieleckiej. W II RP przynależała do woj. kieleckiego, gdzie 2 listopada 1933 utworzyła gromadę o nazwie Wojteczki w gminie Rembów, składającą się ze wsi Wojteczki i kolonii karczemnej Wojteczki. Była to najdalej na zachód położona wieś powiatu opatowskiego.
Podczas II wojny światowej włączona do Generalnego Gubernatorstwa (dystrykt radomski, powiat opatowski). Prawdopodobnie na skutek donosu o pomocy partyzantom ukrywającym się w gajówce, w marcu 1943 roku wieś została spacyfikowana przez żandarmerię niemiecką, mieszkańców rozstrzelano, a zabudowania spalono. Hitlerowcy zlikwidowali zarazem gromadę Wojteczki.
Po wojnie w województwie kieleckim, formalnie znów jako gromada, jedna z 14 gminy Rembów w powiecie opatowskim, choć grunty użytkowane przez byłych mieszkańców wsi powoli zarastały lasem. Później przekazano je do zagospodarowania Lasom Państwowym. W związku z reformą znoszącą gminy jesienią 1954 roku, Wojteczki weszły w skład nowo utworzonej gromady Bardo, obejmującej wsie: Wojteczki, Bardo, Czyżów i Wola Wąkopna.
Większość wsi została zalesiona; pozostała po niej jedynie łąka, tworząca obecnie użytek ekologiczny. Na miejscu starego, drewnianego krzyża postawiono metalowy.